# 酒泉市政广场
酒泉市政广场又名酒泉市世纪广场，位于甘肃省酒泉市新城区的中心位置，总占地面积约为261亩。酒泉世纪广场主体由市政广场活动区、中心喷泉水景部分以及六个现代绿化生态园区组成，是集合市政办公、园林艺术、休闲娱乐健身相结合的综合性现代广场设施。酒泉世纪广场北侧为市政广场，占地约两万平方米，中心部位建设有长约236米，宽约36米的长方形组合音控音乐喷泉，在最中心有高达110米的中心主高喷泉，另外还有占地约2097平方米的两组旱式喷泉，酒泉世纪广场南侧为艺术生态园区，其中建有面向全国历时两年征集稿件，经国家雕塑委员会专家和省雕塑委员会办公室专家共同审定的高达20米的主题雕塑《腾》、《舞》，12根12.5米高《文华柱》浮雕石柱，及24件汉白玉飞天乐伎雕塑。